# Вила „Караџић” у Буковику
Вила „Караџић” у Буковику, насељеном месту на територији општине Аранђеловац, представља непокретно културно добро као споменик културе, одлуком СО Аранђеловац бр. 06-222/87-01 од 23. октобра 1987. године.
Вилу у Буковику саграђену тридесетих година 20. века пројектовао је архитекта Андреја Папков, руски избеглица. Назив потиче од првог власника, директора Народног позоришта у Нишу. Састоји се од сутерена, приземља и једног спрата, а представља интересантну комбинацију стилова: средњовековног замка и елемената (прозора – трифора, оџака, терасе) моравске архитектуре. Најинтересантније су урађени централни улаз и кула – видиковац. Бифоре, трифоре и сви лучни отвори оплаћени су квадериматесаног камена-гранита. У фасадној обради доминира бела боја са црвеним (опека) и сивим елементима. Грађевина је значајна као вредно градитељско наслеђе са богатом фасадном пластиком, и на прави начин уклопљен у амбијент парка Буковичке бање.